# Пухк, Волдемар
Волдема́р Пу́хк (эст. Voldemar Puhk; 11 декабря 1891, Феллин — 3 марта 1937, Таллин) — эстонский дипломат, юрист и экономист.

## Биография
Волдемар Пухк родился в Феллине (ныне — Вильянди) в семье успешного зерноторговца, владельца мельницы Яака Иоганна Пухка, с 1889 года также владевшего спичечной фабрикой в городе. В 1903—1911 годах обучался в престижной Александровской гимназии в Риге.
С 1911 по 1917 год учился в Петербургском университете. После революции был вынужден уехать в Эстонию, где продолжил обучение на юридическом факультете Тартуского университета и окончил его в 1922 году.
С 1913 года — совладелец обувной компании «Я. Пухк и сыновья», учреждённой отцом Волдемара. Кроме того, её совладельцами были ещё и другие сыновья Яака: Иоаким (1888—1942), Эдуард (1890—1943), Александр (1893—1941) и Эвальд (1897—1942) Пухки. В 1924 году семья приобрела металлообрабатывающий завод «Ilmarine» («Ильмарине»), и Волдемар стал его генеральным директором. Семейство Пухков считалось одним из самых богатых и влиятельных в стране.
С 1918 года и до самой смерти в 1937 году Пухк занимал различные государственные посты в Эстонии: был членом правительства, министром торговли и промышленности (1918—1919). Когда же Эстония окончательно обрела независимость, он занялся дипломатической работой. С 1919 по 1921 год был эстонским послом в Берлине. Здание посольства, выделенное для эстонских дипломатов в 1920 году, по-прежнему выполняет функции посольства Эстонии в Германии. В 1935 году стал почётным консулом Японии в Таллине.
В последние годы жизни, заболев туберкулёзом, Пухк часто ездил на отдых в Швейцарию. В 1937 году умер в результате сердечного приступа. Похоронен в Таллине на «Лесном кладбище».
Практически все родственники Пухка были репрессированы после присоединения Прибалтики к СССР[уточнить]. Из четверых его братьев выжил лишь один, Эдуард, перебравшийся в Финляндию и в 1934 году открывший своё дело[какое?]. В живых осталась и его сестра Мария (1885—1952), работавшая стоматологом и жившая в Германии.